# Seznam naselij Požeško-slavonske županije
Seznam naselij Požeško-slavonske županije.
Opomba: Naselja v ležečem tisku so opuščena.

## A
Alaginci - Alilovci - Amatovci - Antunovac, Lipik - Antunovac, Velika - Ašikovci - 

## B
Badljevina - Bankovci - Batinjani - Bektež - Bertelovci - Bešinci - Bilice - Biškupci - Bjelajci - Bjelanovac - Bjeliševac - Blacko - Bogdašić - Bolomače - Boričevci - Branešci - Bratuljevci - Brekinska - Bresnica - Brestovac - Brezine - Brodski Drenovac - Brusnik - Brđani - Bujavica - Buk - Bukovčani - Busnovi - Bučje, Pakrac - Bučje, Pleternica - Bzenica -

## C
Cerovac, Čaglin - Cicvare - Ciglenik - Cikote - Crkveni Vrhovci - Crljenci - 

## Ć
Ćosinac - Ćosine Laze - 

## Č
Čaglin - Čečavac - Čečavački Vučjak - Češljakovci - 

## D
Daranovci - Darkovac - Dereza - Dervišaga - Deževci - Djedina Rijeka - Dobra Voda - Dobrogošće - Dobrovac - Dolac - Doljanci - Doljanovci - Donja Obrijež - Donja Šumetlica - Donji Emovci - Donji Grahovljani - Donji Gučani - Donji Čaglić - Draga - Draganlug - Dragović - Drškovci - Duboka - 

## E
Eminovci - Emovački Lug - 

## F
Ferovac - Filipovac - Frkljevci - 

## G
Gaj - Glavica - Golo Brdo - Golobrdci - Gornja Obrijež - Gornja Šumetlica - Gornji Emovci - Gornji Grahovljani - Gornji Gučani - Gornji Vrhovci - Gornji Čaglić - Grabarje - Gradac - Gradište - Gradski Vrhovci - Granje - 

## H
Hrnjevac - 

## I
Imrijevci - Ivandol - Ivanovci - 

## J
Jagma - Jaguplije - Jakovci - Jakšić - Japaga - Jasik - Jeminovac - Jezero - Jurkovac - 

## K
Kadanovci - Kalinić - Kamenska - Kamenski Vučjak - Kantrovci - Kapetanovo Polje - Kaptol - Klisa - Knežci - Kneževac - Komarovci - Komorica - Komušina - Koprivna - Korita - Koturić - Kovačevac - Kraguj - Krivaj - Kričke - Kruševo - Kujnik - Kukunjevac - Kula - Kunovci - Kusonje - Kutjevo - Kuzmica - 

## L
Lakušija - Latinovac - Laze Prnjavor - Livađani - Lukač - ]] - Lučinci - 

## M
Mali Banovac - Mali Bilač - Mali Budići - Marindvor - Marino Selo - Markovac - Migalovci - Mihaljevci - Mihaljevići - Mijači - Milanlug - Milanovac - Milivojevci - Mitrovac - Mokreš - 

## N
Nježić - Nova Lipa - Nova Lipovica - Nova Ljeskovica - Novi Bešinci - Novi Majur - Novi Mihaljevci - Novi Zdenkovac - Novi Štitnjak - Novo Selo - Novo Zvečevo - Novoselci - Nurkovac - 

## O
Oblakovac - Oljasi - Omanovac - Orljavac - Ovčare - Ozdakovci - Ožegovci -

## P
Paka - Pasikovci - Pavlovci - Perenci - Pleternički Mihaljevci - Ploštine - Podgorje - Podsreće - Poljana - Poljanska - Poloje - Popovci - Poreč - Potočani - Požeška Koprivnica - Požeški Brđani - Prekopakra - Prgomelje - 

## R
Radnovac - Radovanci - Rajsavac - Ramanovci - Rasna - Ratkovica - Resnik - Ribnjaci - Rogulje - Ruševac - Ruševo - 

## S
Sapna - Sažije - Seoci - Sesvete - Sibokovac - Skenderovci, Brestovac - Skenderovci, Lipik - Sloboština - Smoljanovci - Sovski Dol - Srednje Selo - Srednji Grahovljani - Stara Lipa - Stara Ljeskovica - Stari Majur - Stari Zdenkovac - Stojčinovac - Stražeman - Striježevica - Strižičevac - Subocka - Sulkovci - Svetinja - Svilna - 

## Š
Šeovci - Šeovica - Škrabutnik - Šnjegavić - Španovica - Štitnjak - Šumanovci - 

## T
Tekić - Tisovac - Tominovac - Toranj, Pakrac - Toranj, Velika - Trapari - Trenkovo - Treštanovci - Trnovac - Tulnik - Turnić - 

## U
Ugarci - 

## V
Vasine Laze - Velika - Veliki Banovac - Veliki Bilač - Veliki Budići - Venje - Vesela - Vetovo - Vidovci - Vilić Selo - Viškovci - Vlatkovac - Vrčin Dol - Vukojevica - 

## Z
Zagraže - Zakorenje - Zarilac - Završje - 

## Ž
Žigerovci - 